# Vespa orientalis

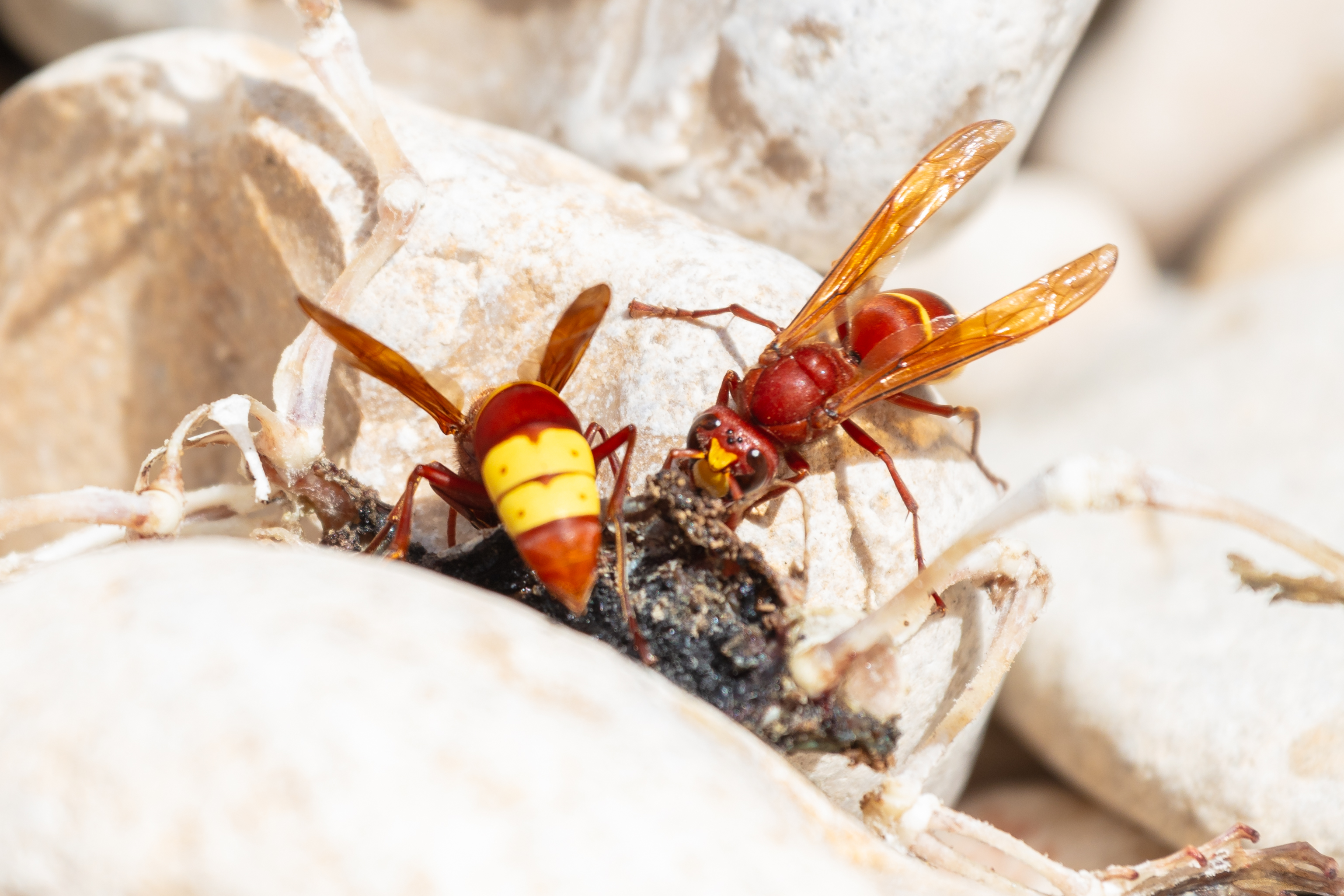
Ejemplar en Wadi Bani Khalid, Omán.

El avispón oriental (Vespa orientalis) es una especie de insecto himenóptero de la familia Vespidae. Se puede encontrar en Asia Central, el suroeste de Asia, desde Armenia y Turquía a la India y Nepal, todo Oriente Medio, Chipre, partes de Europa meridional, el noreste de África, algunos países afrotropicales, como Sudán y Etiopía, y en la isla de Madagascar (aunque no se han publicado hallazgos en esta isla en muchos años). También se ha encontrado puntualmente en algunas localizaciones aisladas tales como México  y Chile debido a la introducción humana. Se ha encontrado también en España, Bélgica y Reino Unido a través de las frutas. A pesar de la introducción humana de este avispón en Chile, actualmente en este país se considera como una especie invasora.
Viven en colonias estacionales que consisten en un sistema de castas dominado por una reina; construyen sus nidos bajo tierra y se comunican usando vibraciones sonoras. El avispón oriental tiene una franja amarilla en su cutícula (exoesqueleto) que puede absorber la luz solar para generar un pequeño potencial eléctrico, y se ha sugerido que esto podría ayudar a suministrarle energía para cavar. El avispón adulto come néctar y frutas, y depreda insectos y otros animales para obtener proteínas para alimentar a sus crías. Debido a que son depredadores, los avispones también pueden servir como transmisores de enfermedades después del consumo de plantas infectadas.
Los avispones orientales son una plaga primaria para las abejas melíferas (Apis mellifera), ya que atacan las colonias de abejas para obtener miel y proteínas animales. La picadura de un avispón oriental puede ser muy dolorosa para los seres humanos, y algunos humanos son alérgicos a su veneno.
Desde 2012, hay constancia de su presencia en España, especialmente en la provincia de Cádiz, aunque se está expandiendo también por la zona de Valencia, Málaga y Sevilla.